# Ušpia
Ušpia war ein König in der frühen Vorzeit des assyrischen Reichs, der als Erbauer des ersten Aššur-Tempels überliefert ist. In neuerer Zeit ist er vor allem durch die Assyrische Königsliste bekannt, die ihn als 16. König führt. Im Vergleich mit den ersten etwa zwölf Königen der Liste, die als Legende gelten, hält es die Forschung bei Ušpia für eher wahrscheinlich, dass er eine tatsächlich historische Person war.
Die Königsliste nennt ihn noch im ersten Abschnitt, als einen der 17 Könige, die in Zelten lebten. Der Bau des Tempels, des späteren Nationalheiligtums, leitet vermutlich den Wandel von einer bis dahin nomadischen Lebensweise zur Entwicklung des späteren Stadtstaates ein. In der Forschung wird vereinzelt angenommen, dass Ušpia deshalb nachträglich in die Ahnenreihe eingefügt worden sei, um diesen Wandel besonders zu verdeutlichen. Das wird aber überwiegend abgelehnt. Ušpia ist noch bei den nomadischen Königen eingeordnet und im entsprechenden Abschnitt auch nicht der letzte Eintrag. Auf ihn folgt sein Sohn Apiašal als 17. König, bevor der zweite Abschnitt mit 10 Königen, die Vorfahren sind beginnt. Selbst wenn man annimmt, dass ein späterer Herrscher die Liste um Ušpia ergänzt hat, so wäre dafür ein wesentlich wahrscheinlicheres Motiv, dass dieser über die veränderte Vorfahrenreihe seine eigene Glaubwürdigkeit aufbessern wollte.
Neben der Königsliste ist Ušpia auch durch Inschriften überliefert, die seine Nachfolger Salmānu-ašarēd I. im 13. Jahrhundert v. Chr. und Asarhaddon im 7. Jahrhundert v. Chr. hinterlassen haben, als Zeugnis ihrer späteren eigenen Bautätigkeit am Aššur-Tempel. Die Inschriften beider Könige zählen noch vor den eigenen Verdiensten um den Tempel die vorherigen Bauherren auf und beginnen jeweils bei Ušpia als dem ersten Erbauer.

„Als aber Eḫursağkurkurra, der Tempel des Aššur, meines Herren, den Ušpia, der Stadtfürst von Aššur, mein Vorfahr erbaut hatte, verfallen war, da baute Erīšum, mein Vorfahr, der Stadtfürst von Aššur, ihn wieder neu. Seit der Regentschaft des Erīšum waren 159 Jahre vergangen, da verfiel der Tempel ...“

„Als der frühere Aššur-Tempel, den mein Vorfahr Ušpia, Priester des Aššur, vordem gebaut hatte, verfallen war, baute mein Vorfahr Ērišum, der Sohn des Ilu-šūma, Priester des Assur, ihn (wieder) auf. Als er nach 126 Jahren wieder verfallen war, baute mein Vorfahr Šamši-Adad, der Sohn des Ila-kabkabū, Priester des Aššur ihn (wieder) auf. Als nach 434 Jahren dieser Tempel durch eine Feuersbrunst zerstört war, baute mein Vorfahr Salmānu-ašarēd, der Sohn des Adad-nārārī, Priester des Aššur ihn (wieder) auf. 580 Jahre …“

Über seine Herkunft oder den Umfang der Herrschaft, noch ehe sich ein Stadtstaat entwickeln konnte, gibt es unterschiedliche Vorstellungen. Von Arthur Ungnad wurde sein Name als hurritisch gedeutet, eine These, die sich heute aber nicht mehr halten lässt. Entsprechend umstritten ist auch die zeitliche Einordnung. Hildegard Lewy datierte seine Regierungszeit auf die Mitte des 3. Jahrtausend v. Chr., William W. Hallo setzte Ušpia dagegen erst gegen Ende der 3. Dynastie von Ur, mit Vorbehalten in der altbabylonischen Periode an, Arno Poebel synchronisierte ihn mit den letzten Gutäer-Königen.